# Orobanche californica
Orobanche californica är en snyltrotsväxtart som beskrevs av Adelbert von Chamisso och Schlecht.. Orobanche californica ingår i släktet snyltrötter, och familjen snyltrotsväxter.

## Underarter
Arten delas in i följande underarter:
- O. c. californica
- O. c. condensa
- O. c. feudgei
- O. c. grandis
- O. c. grayana
- O. c. jepsonii

## Bildgalleri

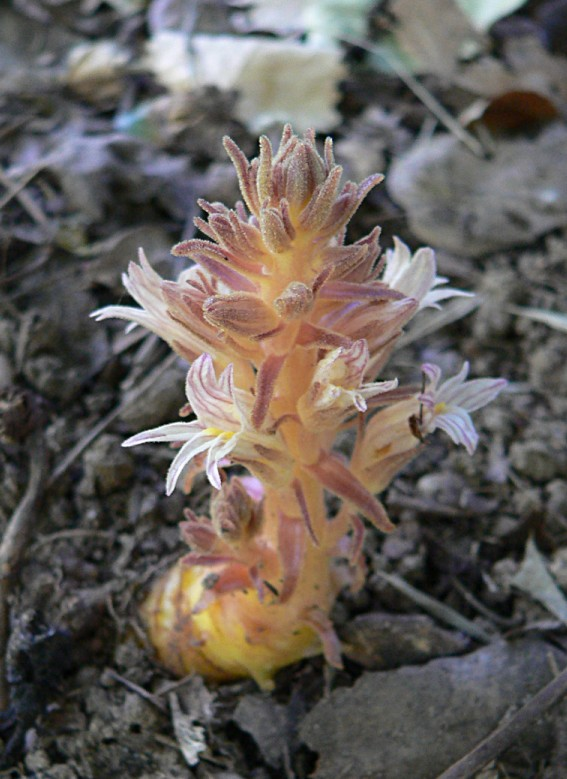
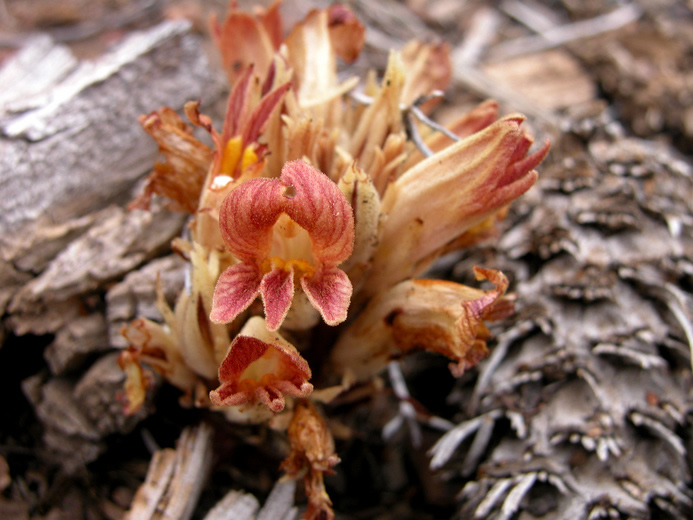